# Кад би моја била (албум)
Кад би моја била је девети студијски албум Здравка Чолића. Албум је издат 1997. године у продукцији Горана Бреговића. Издала га је београдска издавачка кућа КОМУНА.
Албум је урађен у поп-фолк звуку који је тада форсирао Бреговић са својим Оркестром за свадбе и сахране. Албум има и пар јаких балада (нпр. Меланхолија) које је Чолић успешно отпевао и показао да наставља певати вокалом на одговарајућој висини.

## Позадина
Током разбијања Југославије почетком деведесетих година и рата у Босни и Херцеговини напушта Сарајево јер је постао непожељан у граду на Миљацки, с обзиром на његову националну припадност и занимање његовог оца. 
Преселио се 1992. у Београд и певао је за филмску музику Горана Бреговића. 
Године 1994, ПГП РТС и Комуна издају компилацију Последњи и први на на плочи, касети и ЦД-у.
На фестивалу МЕСАМ 1995. године је певао са Лепом Бреном, Бисером Веленталић, Драганом Стојнићем, Гораном Шепом и другим певачима на вечери посвећена Корнелију Ковачу.

## О албуму
Критика није прихватила албум баш најбоље; међутим, сам Здравко Чолић је имао током 1998. године успешну и добро посећену турнеју у СРЈ и Републици Српској у БиХ — турнеја је имала врхунац у Сава центру у Београду крајем 1998. године, серијом од чак девет распродатих концерата.
Чолић је у оквиру турнеје у Савезној Републици Југославији наступио и у Приштини, непосредно пред интервенцију НАТО — што је био један од ретких концерата уопште у области Косово и Метохија (на чијој територији је касније проглашена албанска парадржава). Концерт је био успешан и на пољу провођења мера безбедности за догађај високог ризика.

## Песме
1. Кад би моја била[5]
2. Ајде, ајде Јасмина
3. Тринаест дана
4. Чини ти се грми
5. Меланхолија
6. Јако, јако слабо срце заводиш
7. Само кад ми кажеш љубав
8. И шта тебе брига шта ја радим
9. Табакера
10. Мајско сунце

## Топ листе
| Листа           | Највиша позиција |
| --------------- | ---------------- |
| Радио ТВ ревија | 1                |

## Обрада
- 6. Јако, јако слабо срце заводиш (оригинал: Дахмане ел Харачи — Ya rayah, 1973). Ову песму је 24 године касније за себе обрадио алжирски певач Рашид Таха. Исте те године компоновао је и за Чолића.
- 7. Само кад ми кажеш љубав[7] (оригинал: Оливер Мандић — Бобане)[8]
- 8. И шта тебе брига шта ја радим[9] (оригинал: Пол Макартни — Coming Up)[10]

## Занимљивости
Горан Бреговић је обрадио песму Табакера 1999. године.